# Hilde Van Boxelaer
Hilde Van Boxelaer (Popokabaka, 28 agosto 1955) è un'ex cestista belga.

## Carriera
Con il Belgio ha disputato i Campionati europei del 1985.